# Saint-Cyprien – République (métro de Toulouse)
Saint-Cyprien – République est une station de la ligne A du métro de Toulouse. Elle est située dans le quartier Saint-Cyprien, sur la rive gauche de la Garonne, au sud-ouest du centre-ville de Toulouse.
La station est ouverte en 1993 en tant que station de la première section de la ligne A.

## Situation sur le réseau

Plan du métro de Toulouse

Établie en souterrain, la station Saint-Cyprien – République est établie sur la ligne A du métro de Toulouse. Elle est située entre la station Patte d’Oie, en direction de la station terminus sud-ouest Basso-Cambo, et la station Esquirol, en direction de la station terminus nord-est Balma – Gramont.

## Histoire
La station Saint-Cyprien – République est mise en service le 26 juin 1993, lors de l'ouverture à l'exploitation de la première section, longue de 10 kilomètres entre ses terminus Basso-Cambo et Jolimont, de la ligne A du métro de Toulouse. Elle dispose d'une longueur opérationnelle des quais de 26 m pour une desserte par des rames composées de deux voitures. Néanmoins, le gros œuvre de la station est déjà prévu pour l'accueil de rames de 52 m de long. L'agence Brunerie & Irissou Architectes a été retenue pour réaliser la maîtrise d'ouvrage de la station de métro. Site urbain particulièrement complexe de par la zone située en secteur sauvegardé à proximité de bâtiments classés aux Monuments Historiques, mais aussi la nécessité de prendre en compte dans ses études, ainsi que sa gestion de chantier l'aspect de zone inondable. L'architecte a géré la réfection entière de la place ainsi que la fontaine, l'ensemble du métro souterrain, et la mise en place du bassin et de la verrière spécifique anti-inondation[réf. souhaitée].
En 2016, elle a enregistré 3 241 919 validations, ce qui la classe à la 7e place, des stations de la ligne A. Elle représente alors 6 % du transit de la ligne.
Saint-Cyprien – République est ponctuellement en chantier, entre 2017 et 2019, dans le cadre de la mise en service de rames de 52 m de long sur ligne A. La structure de la station étant dès l'origine prévue pour cette longueur de desserte, les travaux se sont limités à du second œuvre, comme la pose des portes palières, à la « mise en conformité du désenfumage », et à la création d'un « dégagement de sécurité ». Les rames, pouvant accueillir 320 passagers, débutent leur service le 10 janvier 2020,.

## Services aux voyageurs

### Accès et accueil
La station Saint-Cyprien – République est accessible depuis trois entrées : deux sur les trottoirs de la place intérieure Saint-Cyprien, une au niveau de l'intersection entre les allées Charles-de-Fitte et la place intérieure Saint-Cyprien. Elle est équipée de guichets automatiques, permettant l'achat des titres de transports. Elle compte des quais latéraux à neuf portes, lui permettant d'accueillir des rames de 26 m à deux voitures. Étant située en zone inondable, la station est la seule à être pourvue de portes étanches.

Bouche et salle des billets
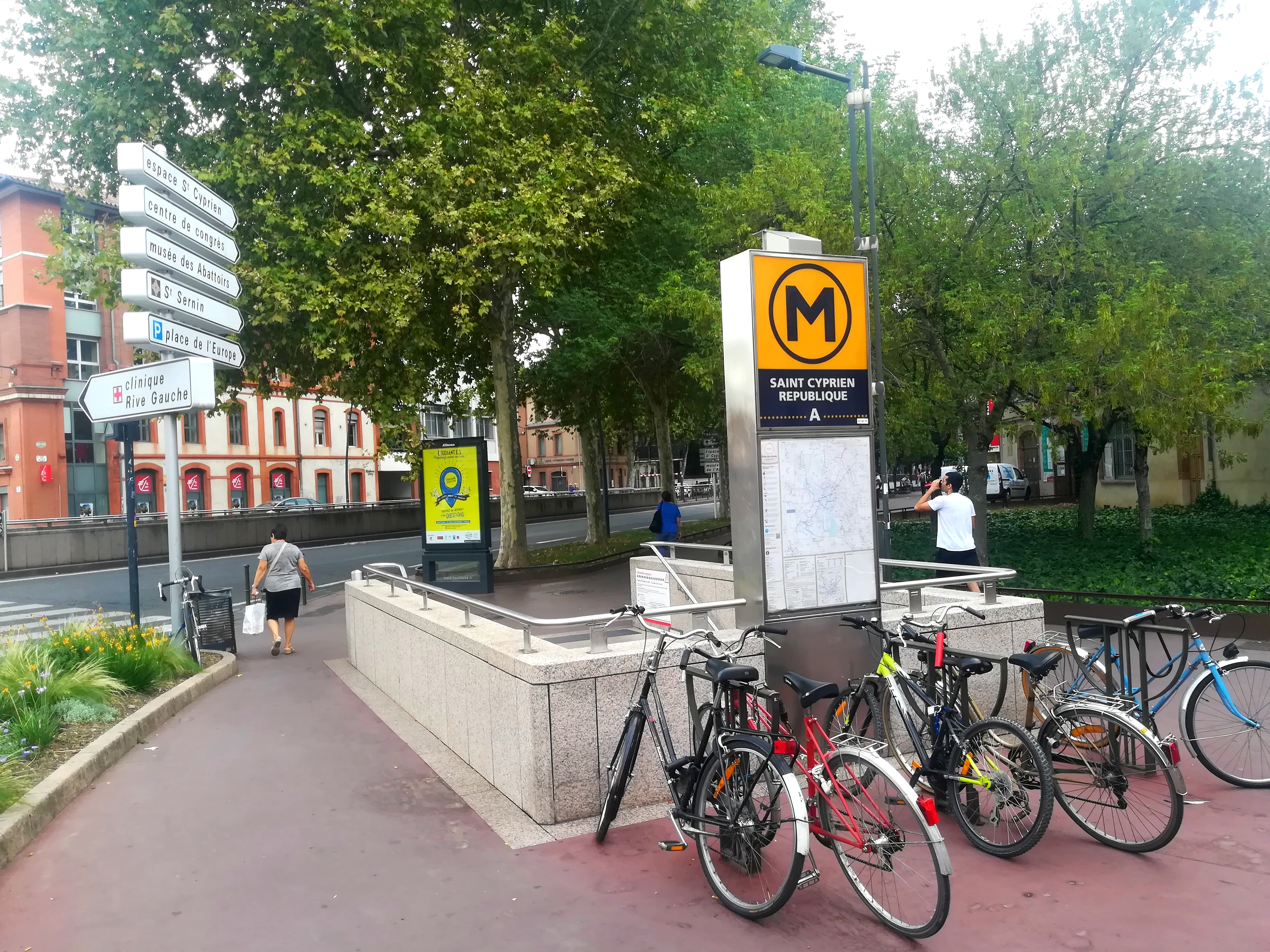
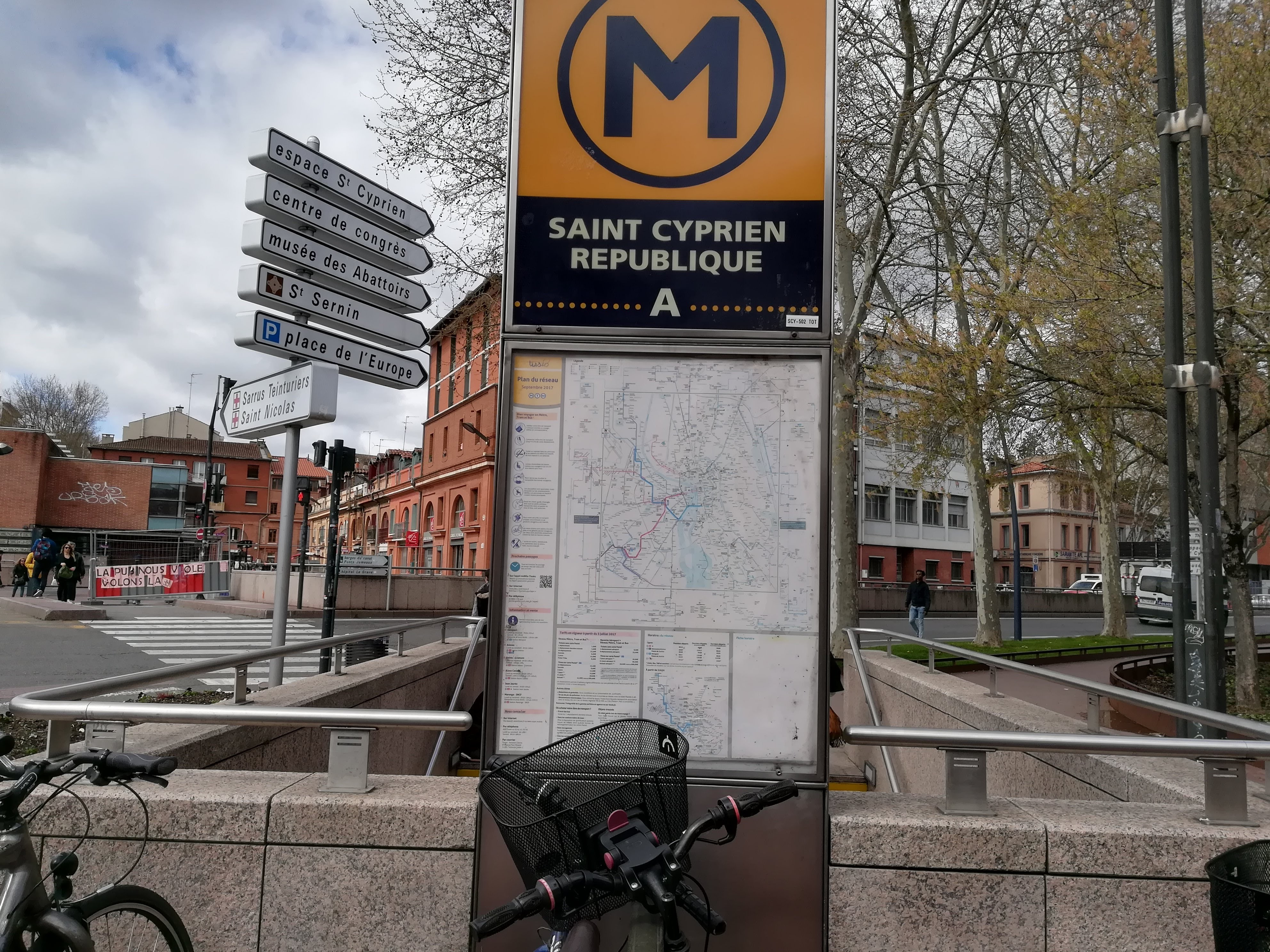
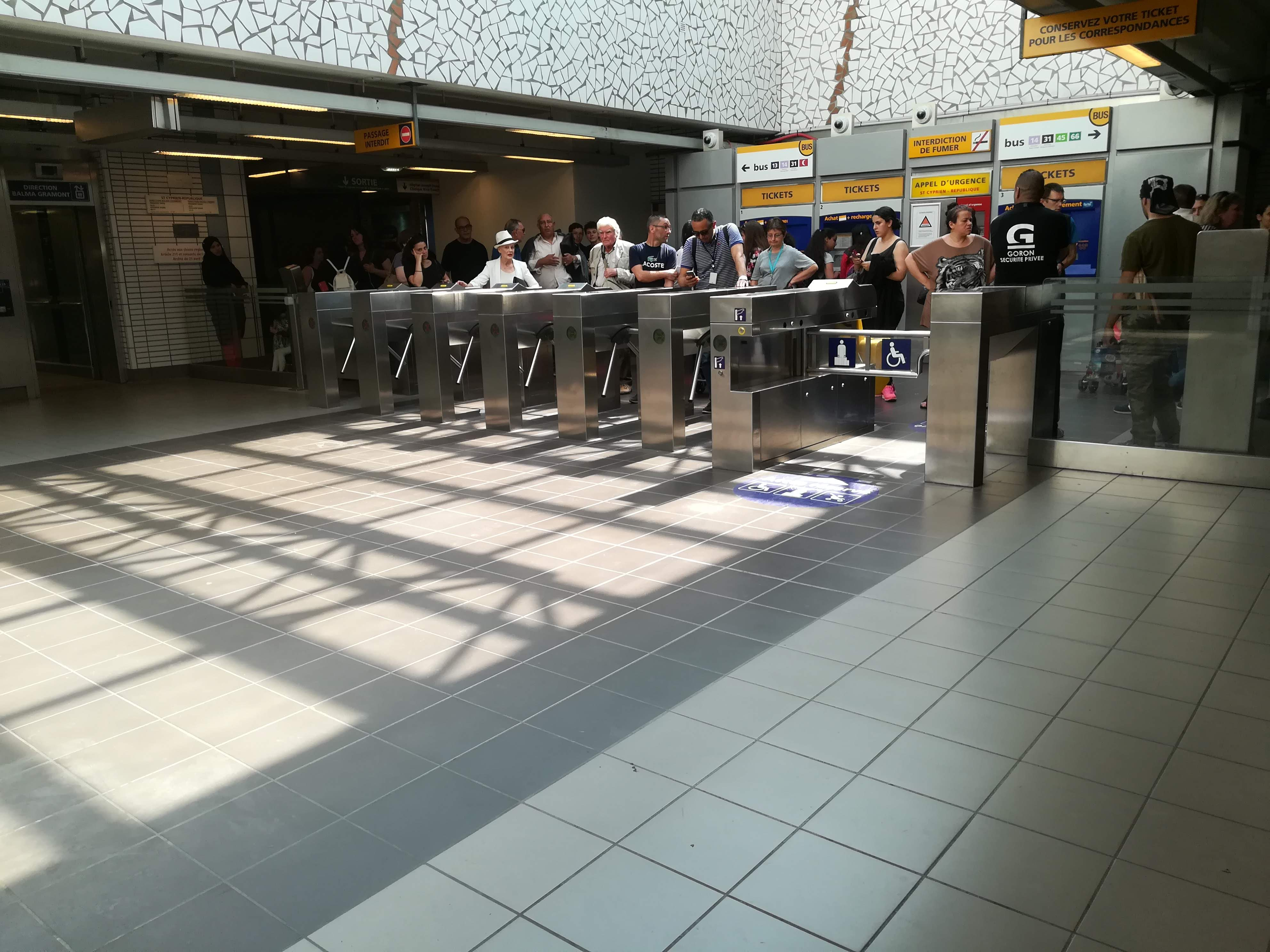

### Desserte
Comme sur le reste du métro toulousain, le premier départ des terminus est à 5h15, le dernier départ est à 0h du dimanche au jeudi et à 3h le vendredi et samedi.

Installations
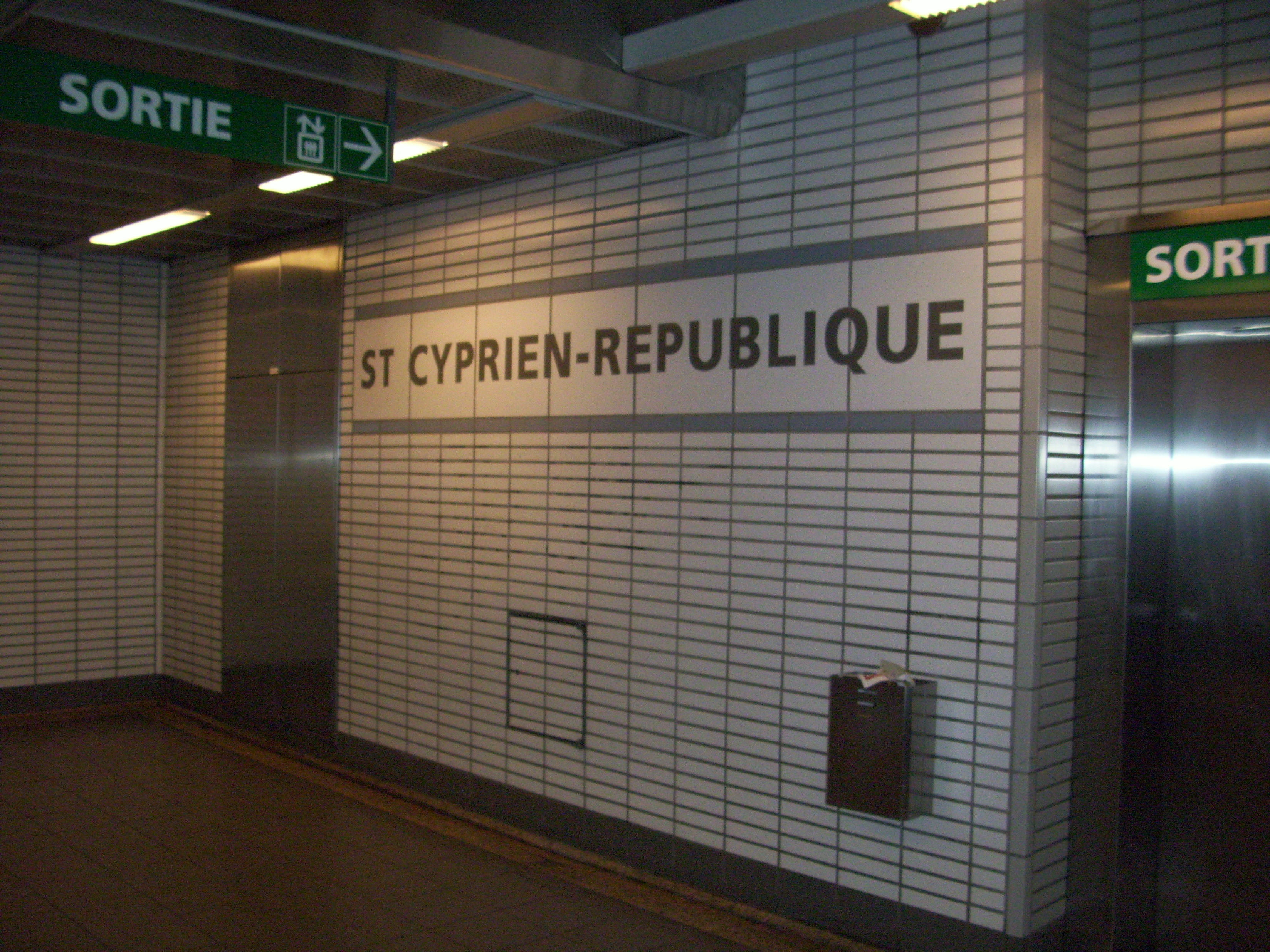
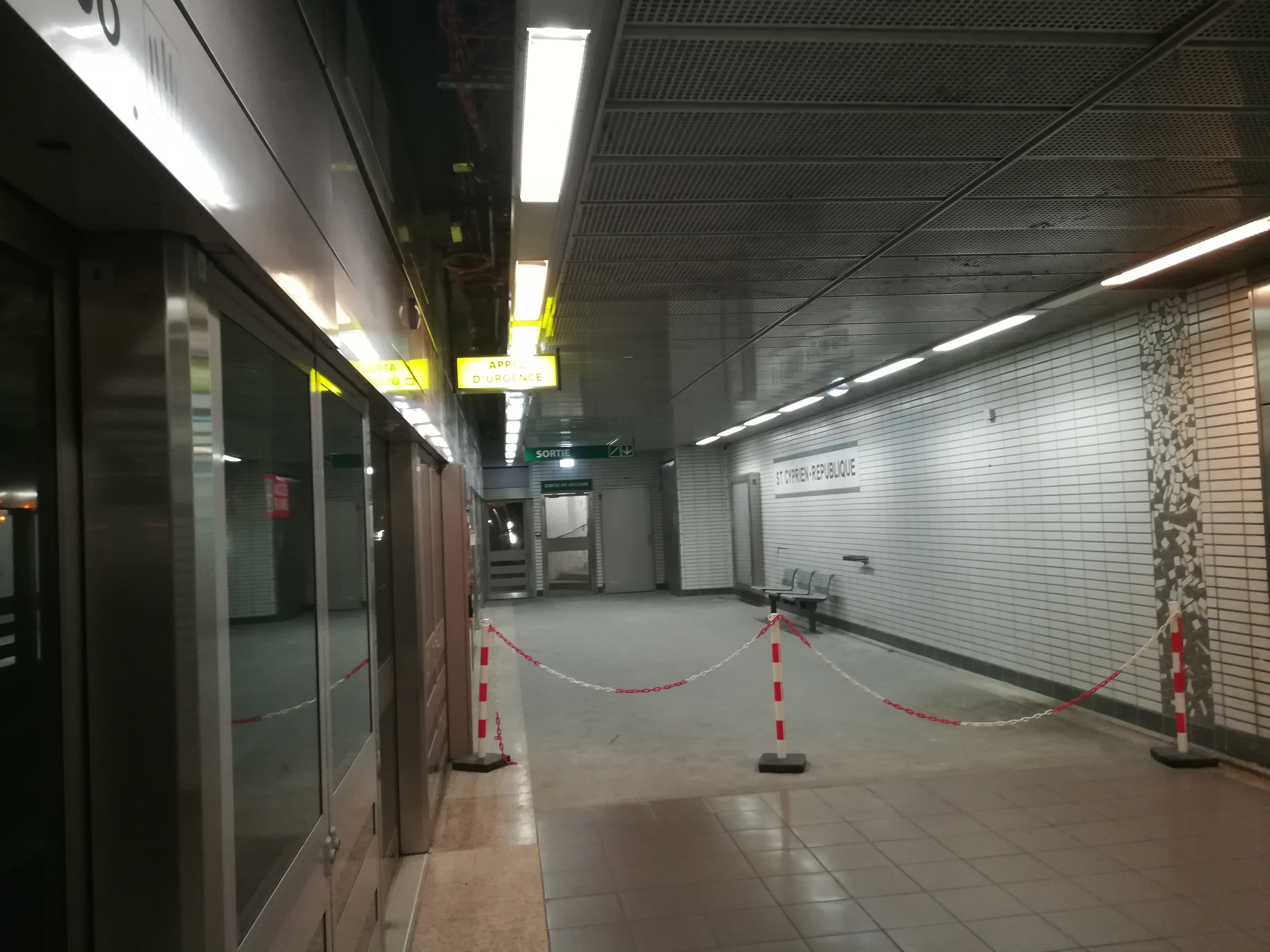
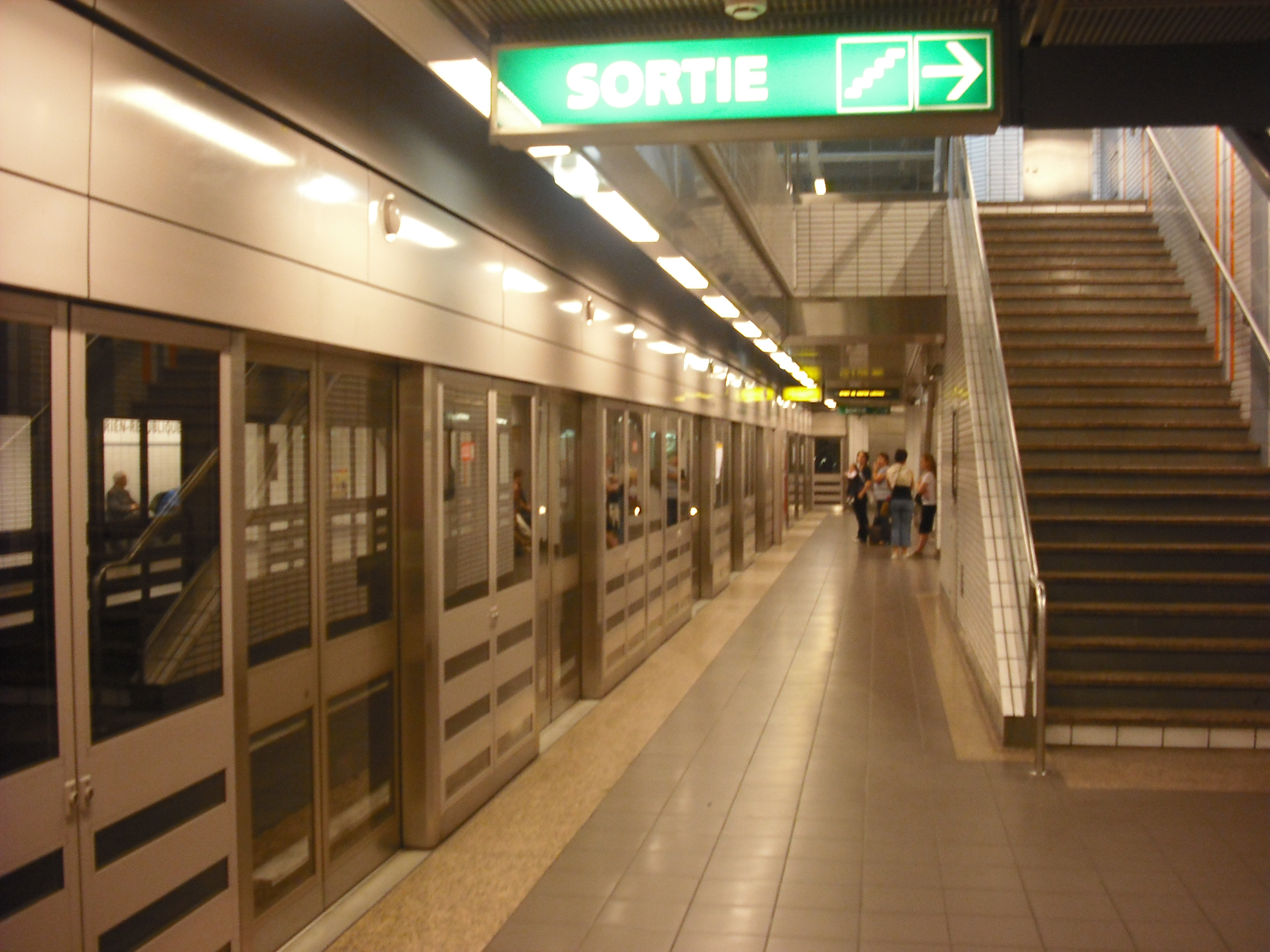

### Intermodalité
La station est desservie par les lignes 13, 14, 45 et 66 du réseau Tisséo, et par les lignes 343, 362, 363, 365, 369 et 373 du Réseau Arc-en-Ciel.

## L'art dans la station
L'œuvre d'art associée à la station se compose, à l'intérieur, d'une mosaïque autour du puits de lumière et, à l'extérieur, de trois volumes parallélépipédiques placés en enfilade. Cette œuvre a été réalisée par François Morellet, qui consiste en l'animation des baies vitrées par des formes aléatoires colorées et translucides,. En janvier 2011, l’œuvre Submersion de Morellet fut restaurée par deux étudiants de l'École des beaux-arts de Toulouse. Les réparations sont à peine visibles et se situent du côté de la fontaine. Un troisième cartel de l’œuvre fut installé pour l’occasion.

## À proximité
- Collèges Clémence Isaure et Alphonse de Lamartine
- Centre municipal de l'Affiche, de la Carte postale et de l'Art graphique
- Clinique Sarrus-Teinturiers
- Hôpital de La Grave
- Hôpital Joseph-Ducuing
- Institut Claudius-Régaud
- Maison de quartier Saint-Cyprien
- Marché (couvert) Saint-Cyprien
- Musée d'art moderne et contemporain Les Abattoirs
- Stations VélôToulouse no 77 (Place-intérieure-Saint-Cyprien) et no 78 (Place-intérieure-Saint-Cyprien – Darre)